# Jüan Š’-kchaj
Jüan Š’-kchaj (čínsky 袁世凱, 16. září 1859 – 6. června 1916) byl čínský politik, vojevůdce a jediný císař „Velkého čínského impéria“, panovník z dynastie Chung-sien. Před svou autokorunovací císařem zastával čtyři roky post prezidenta Čínské republiky jako historicky druhý držitel tohoto úřadu. Svého politického postavení dosáhl již za vlády poslední čínské dynastie Čching, pod kterou působil jako generál armády severní Číny, která se účastnila mnoha válek dynastií vedených. Jüan Š’-kchaj je nejznámější svými politickými machinacemi, obohacováním se na válce i tím, že posledního císaře dynastie Čching donutil k abdikaci, což mělo za následek pád celé dynastie a nastolení republiky reprezentované prezidentem Sunjatsenem. Ten se úřadu vzdal ve prospěch toho „kdo porazí císařství“, tedy Jüan Š’-kchaje, ke značné nelibosti většiny členů nové čínské vlády. Jakožto druhý prozatímní a později první právoplatný prezident se Jüan Š’-kchaj pokusil restaurovat monarchii. Restaurace měla být započata právě prezidentovou korunovací. Znovuzavedení císařského titulu však vyvolalo obrovský odpor, kvůli kterému se musel trůnu opět vzdát a definitivně tak ukončit monarchistické vládní zřízení na území Číny. Jako držitel titulu prezidenta Číny však i dožil.

## Život

### Dětství
Jüan Š’-kchaj se narodil 16. září 1859 v Siang-čchengu, v provincii Che-nan do vojenské rodiny. Během dětství mu bylo poskytnuto tradiční konfuciánské vzdělání a ačkoliv se později snažil o nalezení své profese ve státních službách, nedokázal úspěšně složit císařské zkoušky. Tento fakt vedl k jeho rozhodnutí vstoupit do armády, konkrétně do Chuajské armády (armády, která sloužila k potlačení Tchaj-pchingského povstání). Za pomocí rodinných kontaktů byl schopen zabezpečit si místo v Čchingské brigádě v Tcheng-čou.

### Působení v Koreji (dynastie Čoson)

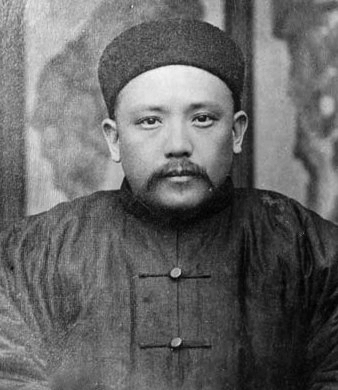
Jüan Š’-kchaj v Koreji

V průběhu 70. letech 19. století byl Jüan jmenován do pozice vedoucího výcviku vojsk na území dynastie Čoson (tedy na území dnešní Koreje). Spolu s touto úlohou byl Jüan také povýšen na pozici sub-prefekta. V roce 1885 byl jmenován Císařským občanem Soulu. Tato pozice, ač se oficiálně jednalo v podstatě o pozici ambasadora, reálně umožnila Jüanovi stát se hlavním poradcem ohledně postupů korejské vlády a tedy i prosazování zájmů Číny na korejské půdě.
Po povstání Donghaku poslala Čína vojsko do Soulu, aby uchránila své zájmy v Koreji. Japonsko ale vyslalo svá vojska také z důvodu ochrany japonských obchodních základen. Tyto kroky se staly jednou z příčin napětí, které nastalo na Korejském poloostrově. Poté, co Japonsko odmítlo stáhnout svá vojska a postavilo blokádu na 38. severní rovnoběžce, došlo 25. července 1894 k vypuknutí 1. čínsko-japonské války. Jüan Š’-kchaj byl ale ještě před vypuknutím odvolán do Tchien-ťinu.

### Konec dynastie Čching
Jüan Š’-kchaj byl v roce 1895 jmenován velitelem Nové armády. Za jeho velení došlo k modernizaci armády, čímž si získal věrnost většiny vyšších důstojníků. Do roku 1901 bylo pět ze sedmi divizních velitelů jeho spojencem. Vzhledem k blízké vzdálenosti jeho armády od hlavního města, ale také k efektivitě a úspěšnosti jeho vojska, se stal někým, na koho čchingský dvůr spoléhal, což mu otevřelo dveře k vysokým postům nejen v armádě, ale také v politice.
Jüan Š’-kchaj sehrál také velkou roli při potlačení Sto dní reforem v roce 1898. Tyto reformy se týkaly mnoha odvětví, např. modernizace vzdělávání (kupříkladu zrušení tradičních úřednických zkoušek), modernizace armády, zrušení sinekur, započetí těžby uhlí či omezení moci monarchie. Byly navrhnuty Kchang Jou-wejem, Liang Čchi-čchaem a dalšími císaři Kuang-sümu, který je podpořil. Při pokusu o státní převrat 21. září 1898 byly ale zastaveny císařovnou vdovou Cch'-si za pomoci právě Jüan Š’-kchaje. O den později císařovna s podporou konzervativců a Jüan Š’-kchaje provedla coup d'état a fakticky tak zbavila císaře Kuang-xüa moci. Nové císařské edikty byly zrušeny, část reformistů byla popravena (6 mužů 100 dní reforem), Kchang a Liang byli schopni utéct do Tokia a císař Kuang-sü byl kromě zbavení moci uvalen do domácího vězení až do své smrti v roce 1908.

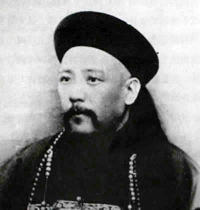
Jüan Š’-kchaj jako guvernér Šan-tungu

Během vnitřního sporu na čchingském dvoře a po vytvoření politické aliance s císařovnou se v roce 1899 Jüan odebral do Šan-tungu jako jeho nový guvernér. Během jeho tříletého funkčního období vypuklo Boxerské povstání (1899-1901), ale Jüan dokázal pomocí svých vojsk ve své provincii zachovat pořádek (do jiných oblastí ovšem nezasahoval).
Součástí sporu na čchingském dvoře byla otázka podpory Boxerského povstání a útoku na Alianci 8 národů, či naopak podpora zahraničních mocností. Po vyhlášení války se zahraničními mocnostmi císařovnou se Jüan, i přes uzavřenou politickou alianci s císařovnou, postavil proti podpoře Boxerského povstání a nadále pokračoval s jeho aktivním potlačováním. Stal se tedy podporovatelem paktu známého jako Vzájemná ochrana Jihovýchodní Číny. V návaznosti Jüan a jeho Pravá divize pomohl potlačit Boxerské povstání poté, co Aliance obsadila Peking v srpnu 1909. Jüanovy jednotky zmasakrovaly během jejich anti-boxerského tažení v Č’-li desetitisíce lidí.
Jüan Š’-kchaj také založil provinční vysokou školu (Shandong College, později Shandong University) v Ťi-nanu.
V červnu 1902 byl povýšen nejen na místokrále v Č’-li, ale také na komisaře obchodu Severní Číny a na ministra Pej-jangu. Jako odměnu za dřívější podporu zahraničních mocností byl schopen obdržet několik lukrativních půjček, za které byl schopný ze své pej-jangské armády vytvořit tu nejlepší armádu v Číně. Vytvořil policejní jednotku o 2000 příslušnících, jež měla sloužit k udržování pořádku v Tchien-ťinu. Mimo jiné se aktivně podílel na vytvoření Ministerstva školství a Ministerstva policie. Také se snažil o zrovnoprávnění Chanů s Mandžui.
V roce 1905 byly na Jüanův návrh zrušeny tradiční státní konfuciánské zkoušky. Místo toho mělo Ministerstvo školství vytvořit systém základních, střední škol a univerzit po vzoru Japonska v období Meidži.
27. srpna 1908 čchingský dvůr odsouhlasil dokument Principy konstituce, který navrhoval konstitucionální vládu se silnou monarchií (po vzoru Japonska v období Meidži a Bismarckovského Německa) s uzákoněním konstituce v roce 1916 a zvoleným parlamentem v roce 1917.

### Exil a návrat

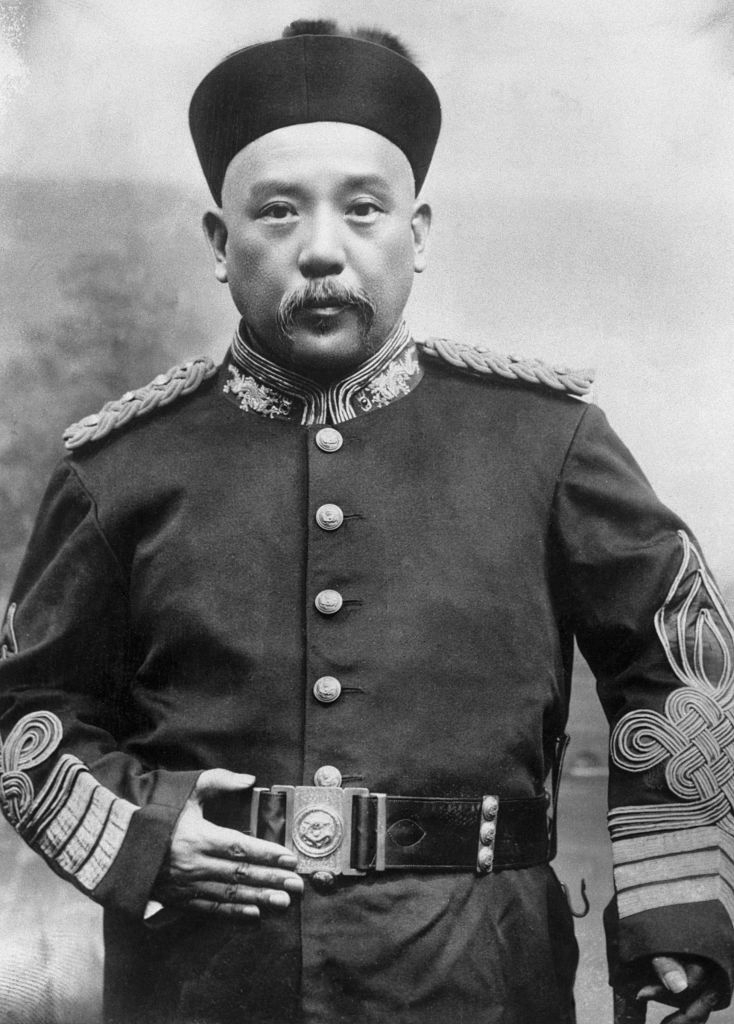
Jüan Š’-kchaj v čchingské uniformě, 1912

V listopadu 1908 zemřeli ve stejném času císař i císařovna, což způsobilo Jüanovo odebrání veškerých funkcí a následný exil v Chuan-šangu v An-jangu. Avšak i během tříletého exilu se Jüan pravidelně informoval ohledně veškerého dění a hlavně vývoje armády. Jüan stále držel loajalitu pej-jangské armády pevně v rukou, čímž ze sebe činil nenahraditelného v očích nejen čchingského dvora, ale i revolucionářů.
Dne 10. října 1911 nastalo v provincii Chu-pej Wu-čchangské povstání. Většina jižních provincií deklarovala nezávislost, avšak ani jedna ze severních provincií a ani pej-jangská armáda nevyjádřila svůj postoj. Jüan Š’-kchaj byl opakovaně předvoláván před čchingský dvůr, a ačkoliv několikrát nabídku odmítl, nakonec souhlasil a 1. listopadu 1911 se stal premiérem. Nejdříve si vyžádal odstoupení regenta z vlády a následně zformoval vlastní vládu tvořenou pouze Chany. Jüanovy jednotky mezitím znovuobsadily města Chan-kchou a Chan-jang. Jüan si ale velmi dobře uvědomoval, že v případě porážky revolucionářů přestane být důležitý pro čchingský dvůr. Proto místo útoku na Wu-čchang zahájil raději vyjednávání s revolucionáři.
Jako premiér zastával stěžejní úlohu při jednání mezi čchingským dvorem a revolucionáři. Díky němu čchingský dvůr po několika týdnech a po deklarování nezávislosti 15 provincií souhlasil s vytvořením republiky s Jüanem v čele.

### Jüan Š’-kchaj prezidentem

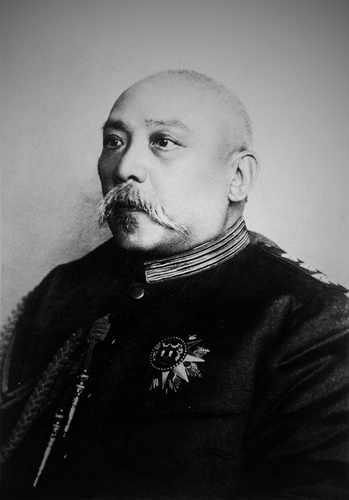
Jüan Š’-kchaj

Revolucionáři si zvolili Sunjatsena prozatímním prvním prezidentem Čínské republiky, který prostřednictvím Jüana jednal s čchingským dvorem. Jüan se zasadil o abdikaci dětského císaře a odměnou mu byla pozice prezidenta Čínské republiky. Abdikační edikt byl vydán 12. února 1912. I přes vnitřní spory revolucionářů Sunjatsen svolil k předání prezidentského statusu Jüanovi. Sunjatsen požadoval, aby hlavním městem byl Nanking, ale Jüan se nechtěl vzdát strategické vzdálenosti svých jednotek od hlavního města. Hlavním městem tedy byl nakonec ustanoven Peking. Jüan Š’-kchaj byl Nankingským senátem zvolen prezidentem Čínské republiky 14. února 1912 a prezidentský slib složil 10. března.
V únoru 1913 proběhly demokratické volby, ve kterých vyhrál KMT (Kuomintang). Sung Ťiao-žen za KMT se těšil poměrně velké oblibě nejen ve vládě, ale i napříč Čínou. Jeho cíle se ale diametrálně lišily od cílů Jüan Š’-kchaje, což pravděpodobně vedlo k asasinaci Sunga 20. března 1913. Ačkoliv Jüan nikdy nebyl usvědčen z objednání vraždy Sunga, mnoho důkazů vedlo k němu.

### Jüan Š’-kchaj císařem

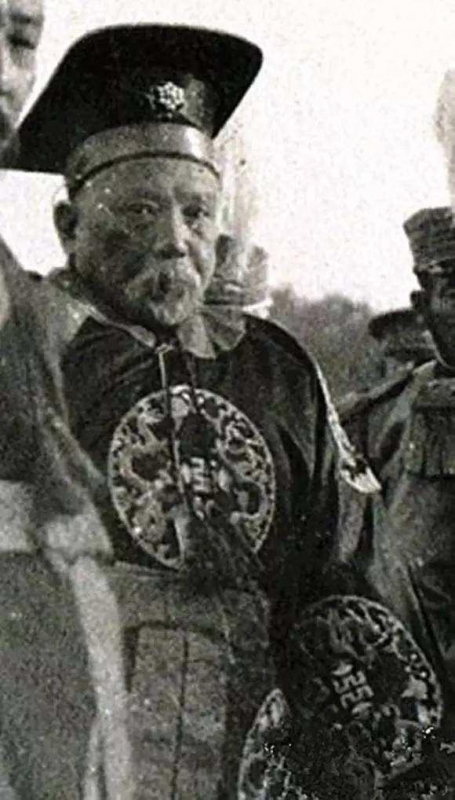
Před svou korunovací na císaře

Napětí mezi KMT a Jüanem postupně narůstalo. V srpnu 1913 se Sunjatsen začal dožadovat druhé revoluce, tentokrát proti Jüan Š’-kchajovi. Jüan ovládl vládu, rozpustil Národní i Provinční shromáždění. Senát i Sněmovna byly nahrazeny nově založeným Státním koncilem. Jüan se také nechal zvolit prezidentem na 5 let, veřejně označil Kuomintang za pobuřující organizaci, nařídil její rozpuštění a vyřadil veškeré její členy z Parlamentu. Druhá revoluce, kterou se snažil KMT rozpoutat, skončila kvůli Jüanově militaristické nadvládě nezdarem. V lednu 1914 byl v podstatě rozpuštěn Parlament. Pro zdánlivé zachování legitimity Jüan zachoval parlament o 66 politicích, kteří mu byli naprosto loajální. Tento status quo mu dal neomezenou moc v rozhodování ohledně čínské armády, financí, zahraniční politiky, ale i práv čínských občanů. Jüan si tyto reformy ospravedlnil vysvětlením, že reprezentativní demokracie se neosvědčila kvůli vnitřním politickým sporům.
Jüan zreorganizoval provinční vlády. Každá provinční vláda byla vedena armádním a civilním guvernérem. Tento systém pomohl nastolit základy vojenské diktatury.
Dne 20. listopadu 1915 se uskutečnilo shromáždění, při němž byl po volbách Jüanovi nabídnut čínský trůn. 12. prosince 1915 se pak Jüan prohlásil císařem Čínského císařství. Nové Čínské císařství formálně započalo 1. ledna 1916. Nastal ale všeobecný odpor proti znovunastolení monarchie. Bouřili se dokonce i důstojníci Jüanovy vlastní armády. Jüan také ztratit podstatnou část svých sponzorů a příznivců.
V lednu 1915 byl Jüan nucen přijmout 21 požadavků, které si stanovilo Japonsko.
25. prosince 1915 se Jün-nanský armádní guvernér Cchaj E vzbouřil a započal válku „národní ochrany“. Kuej-čou a Kuan-si rychle následovaly.
Jüan opustil pozici císaře 22. března. To revolucionářům ale nestačilo a žádali i jeho rezignaci z postu prezidenta. K tomu ale již nedošlo, protože 6. června 1916 Jüan Š’-kchaj zemřel.